# William Moerner
William Esco Moerner (Pleasanton (Californië), 24 juni 1953) is een Amerikaans natuurkundige die in 2014 de Nobelprijs voor Scheikunde kreeg voor "de ontwikkeling van superresolutie fluorescentiemicroscopie" samen met de Duitser Stefan Hell en de Amerikaan Eric Betzig.

## Biografie
W.E. Moerner werd geboren in Pleasanton, Californië, maar groeide op in San Antonio. Zijn vader, William Alfred Moerner, was technisch fotograaf op een militaire basis in Texas. Zijn moeder is Bertha Frances Robinson. 
Na de High School studeerde hij elektrotechniek aan de Washington-universiteit in Saint Louis waar hij gefascineerd werd door de bijbehorende vakken natuur- en wiskunde. Hij sloot zijn studie in 1975 met drie diploma's: een B.S. in de fysica, een B.S. in de elektrotechniek - beide met Final Honors - en summa cum laude een A.B. in de wiskunde. Aansluitend ging hij naar de Cornell-universiteit in New York waar hij in 1978 zijn Master of Science (M.S.) behaalde en in 1982 promoveerde.
Hij kreeg een baan aangeboden bij het IBM Almaden Research Center in San Jose. Van 1993 tot 1995 was hij gasthoogleraar aan de ETH Zürich, waarna hij hoogleraar werd aan de Universiteit van Californië - San Diego. In 1997 werd hij benoemd tot gasthoogleraar aan Harvard om een jaar later hoogleraar scheikunde te worden aan de Stanford-universiteit waar hij een onderzoeksgroep leidt met als specialisatie single-molecule spectroscopy.

## Werk
Moerner ontwikkelde de eerste technieken om met behulp van laserlicht individuele moleculen onder de microscoop zichtbaar te maken. Dankzij deze single-molecule spectroscopy werd het tevens mogelijk om de fluorenscentie-eigenschappen van bepaalde moleculen aan en uit te zetten zodat beelden van weefsels en cellen gemaakt kunnen worden tot op molecuulniveau. Naast de Nobelprijs ontving Moerner samen met landgenoot Allan Bard van de Universiteit van Texas in 2008 de Wolfprijs in Scheikunde.
1901: Van 't Hoff ·
1902: E. Fischer ·
1903: Arrhenius ·
1904: Ramsay ·
1905: Baeyer ·
1906: Moissan ·
1907: Buchner ·
1908: Rutherford ·
1909: Ostwald ·
1910: Wallach ·
1911: Curie ·
1912: Grignard, Sabatier ·
1913: Werner ·
1914: Richards ·
1915: Willstätter ·
1918: Haber ·
1920: Nernst ·
1921: Soddy ·
1922: Aston ·
1923: Pregl ·
1925: Zsigmondy ·
1926: Svedberg ·
1927: Wieland ·
1928: Windaus ·
1929: Harden, Euler-Chelpin ·
1930: H. Fischer · 
1931: Bosch, Bergius ·
1932: Langmuir ·
1934: Urey ·
1935: F. Joliot-Curie, I. Joliot-Curie ·
1936: Debye ·
1937: Haworth, Karrer ·
1938: Kuhn ·
1939: Butenandt, Ružička ·
1943: Hevesy · 
1944: Hahn ·
1945: Virtanen ·
1946: Sumner, Northrop, Stanley ·
1947: Robinson · 
1948: Tiselius · 
1949: Giauque ·
1950: Diels, Alder ·
1951: McMillan, Seaborg ·
1952: Martin, Synge ·
1953: Staudinger ·
1954: Pauling ·
1955: Vigneaud ·
1956: Hinshelwood, Semjonov ·
1957: Todd ·
1958: Sanger ·
1959: Heyrovský ·
1960: Libby ·
1961: Calvin ·
1962: Perutz, Kendrew ·
1963: Ziegler, Natta ·
1964: Hodgkin ·
1965: Woodward ·
1966: Mulliken ·
1967: Eigen, Norrish, Porter ·
1968: Onsager ·
1969: Barton, Hassel ·
1970: Leloir ·
1971: Herzberg ·
1972: Anfinsen, Moore, Stein · 
1973: E.O. Fischer, Wilkinson · 
1974: Flory ·
1975: Cornforth, Prelog ·
1976: Lipscomb ·
1977: Prigogine · 
1978: Mitchell ·
1979: Brown, Wittig ·
1980: Berg, Gilbert, Sanger ·
1981: Fukui, Hoffmann ·
1982: Klug ·
1983: Taube ·
1984: Merrifield ·
1985: Hauptman, Karle ·
1986: Herschbach, Lee, Polanyi ·
1987: Cram, Lehn, Pedersen ·
1988: Deisenhofer, Huber, Michel ·
1989: Altman, Cech ·
1990: Corey ·
1991: Ernst ·
1992: Marcus ·
1993: Mullis, Smith ·
1994: Olah ·
1995: Crutzen, Molina, Rowland ·
1996: Curl, Kroto, Smalley ·
1997: Boyer, Walker, Skou ·
1998: Kohn, Pople ·
1999: Zewail ·
2000: Heeger, MacDiarmid, Shirakawa ·
2001: Knowles, Noyori, Sharpless ·
2002: Fenn, Tanaka, Wüthrich ·
2003: Agre, MacKinnon ·
2004: Ciechanover, Hershko, Rose ·
2005: Grubbs, Schrock, Chauvin ·
2006: Kornberg ·
2007: Ertl ·
2008: Shimomura, Chalfie, Tsien ·
2009: Steitz, Yonath, Ramakrishnan ·
2010: Heck, Negishi, Suzuki ·
2011: Shechtman ·
2012: Kobilka, Lefkowitz ·
2013: Karplus, Levitt, Warshel ·
2014: Betzig, Hell, Moerner ·
2015: Lindahl, Modrich, Sancar ·
2016: Sauvage, Stoddart, Feringa ·
2017: Dubochet, Frank, Henderson · 
2018: Arnold, Winter, Smith ·   
2019: Goodenough, Whittingham, Yoshino ·
2020: Charpentier, Doudna ·
2021: List, MacMillan ·
2022: Bertozzi, Meldal, Sharpless ·
2023: Bawendi, Brus, Jekimov ·
2024: Baker, Hassabis, Jumper